# Guds barn jag är
Guds barn jag är är en psalm om barnaskapet hos Gud av Lars Stenbäck (v. 1, publiceradpublicerad i Evangeliskt Weckoblad den 4 februari 1839 under rubriken "Accorder") och Carl Olof Rosenius (vv. 2-5, publicerade i Pietisten nummer 11 1848). 
Första versen är ren naivistisk eller expressionistisk poesi, medtagen av Bo Setterlind i hans poesisamling Lyriska klenoder, och Rosenius faller ganska väl in i stilen och stämningen. Ingen psalm eller sång har väl så väl återgivit innehållet i Första Johannesbrevet 3:1 som denna.
Melodin i folkviseton skrevs av Oscar Ahnfelt 1850 (Bess-dur, 4/4). Den har, som så ofta när det gäller Ahnfelts melodier, ett stort omfång och är kanske närmast tänkt för solosång.

## Publicerad i
- Hemlandssånger 1891 som nr 271 under rubriken "Tron".
- Sionstoner 1935 som nr 536 under rubriken "Nådens ordning: Trosliv och helgelse".
- Sionstoner 1972 som nr 379 under rubriken "Trons liv: Trons trygghet och glädje".
- Guds lov 1935 som nr 185 under rubriken "Trons visshet".
- EFS-tillägget 1986 som nr 776 under rubriken "Glädje, tacksamhet", med uteslutande av andra versen och en del ändringar i texten, särskilt i fjärde versen.
- Lova Herren 1988 som nr 429 under rubriken "Guds barns trygghet och frid".